# Cohors I Asturum et Gallaecorum
La Cohors I Asturum et Gallacorum fue una unidad auxiliar del ejército imperial romano del tipo cohors quinquagenaria peditata.

## Historia
Fue reclutada durante el mandato de Augusto entre el pueblo recién conquistado de los astures y entre los galaicos. Recibió instrucción en el campamento de la legión VI Victrix, o quizás con la X Gemina, siendo con posterioridad destinada a Germania Superior.

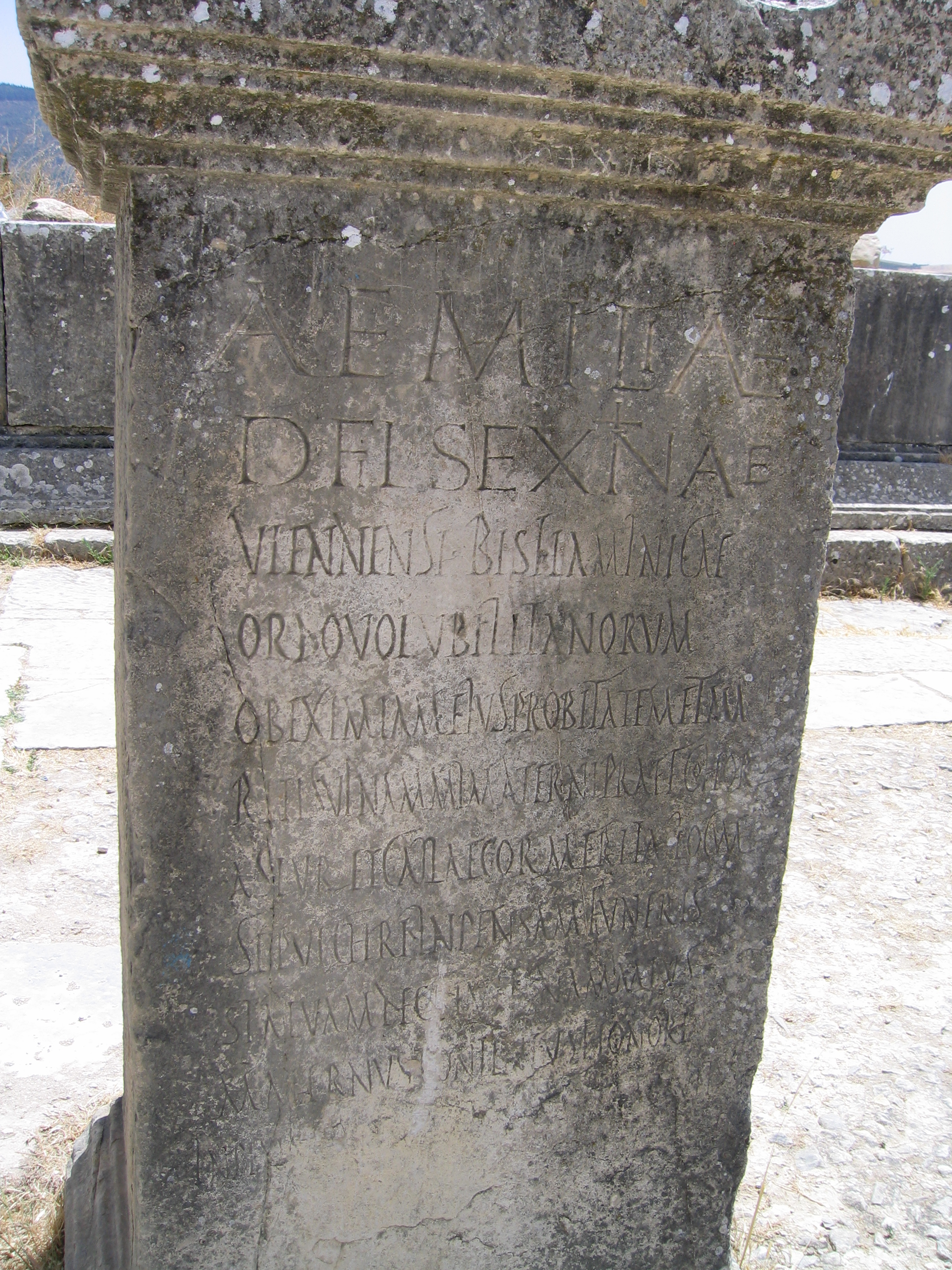
Inscripción procedente de Volubilis (Marruecos) dedicada a la flaminica Emilia Sextiana y a su marido Nammio Materno, Prefecto de la Cohors I Asturum et Gallaecorum bajo Adriano.

Con anterioridad al año 57 se sabe que pasa a Mauritania y forma parte del ejército de ocupación. Posteriormente en el año 60 pasa a Illiria donde permanece hasta el año 90 en que vuelve a Mauritania Tingitana. Acantonada en Aïn Schokur, al norte de Volubilis, se pierde todo rastro de ella a finales del siglo III.
De esta unidad se ha encontrado la tumba de un soldado procedente de Flaventia en Hispania.

## Comandantes
Por diversas inscripciones se conocen los nombres de 6 de sus comandantes, que cronológicamente son:
- Flavio Neoón en la segunda mitad el siglo I.
- Gayo Vibio Salutaris posiblemente en torno al año 90.
- Lucio Domicio Dentoniano durante el reinado de Trajano.
- Nammio Materno durante el reinado de Adriano.
- Gayo Julio Longino hacia mediados del siglo II.
- Publio Valerio Prisco en algún momento del reinado de Adriano o del de Antonino Pío.